# 上台增四
天貓座31，又名BD+43 1815，HD 70272、SAO 42319、HR 3275，是天貓座的一颗恒星，视星等为4.25，位于銀經177.39，銀緯34.34，其B1900.0坐标为赤經8h 15m 59.4s，赤緯+43° 34.34′ 32″。